# 南与野駅

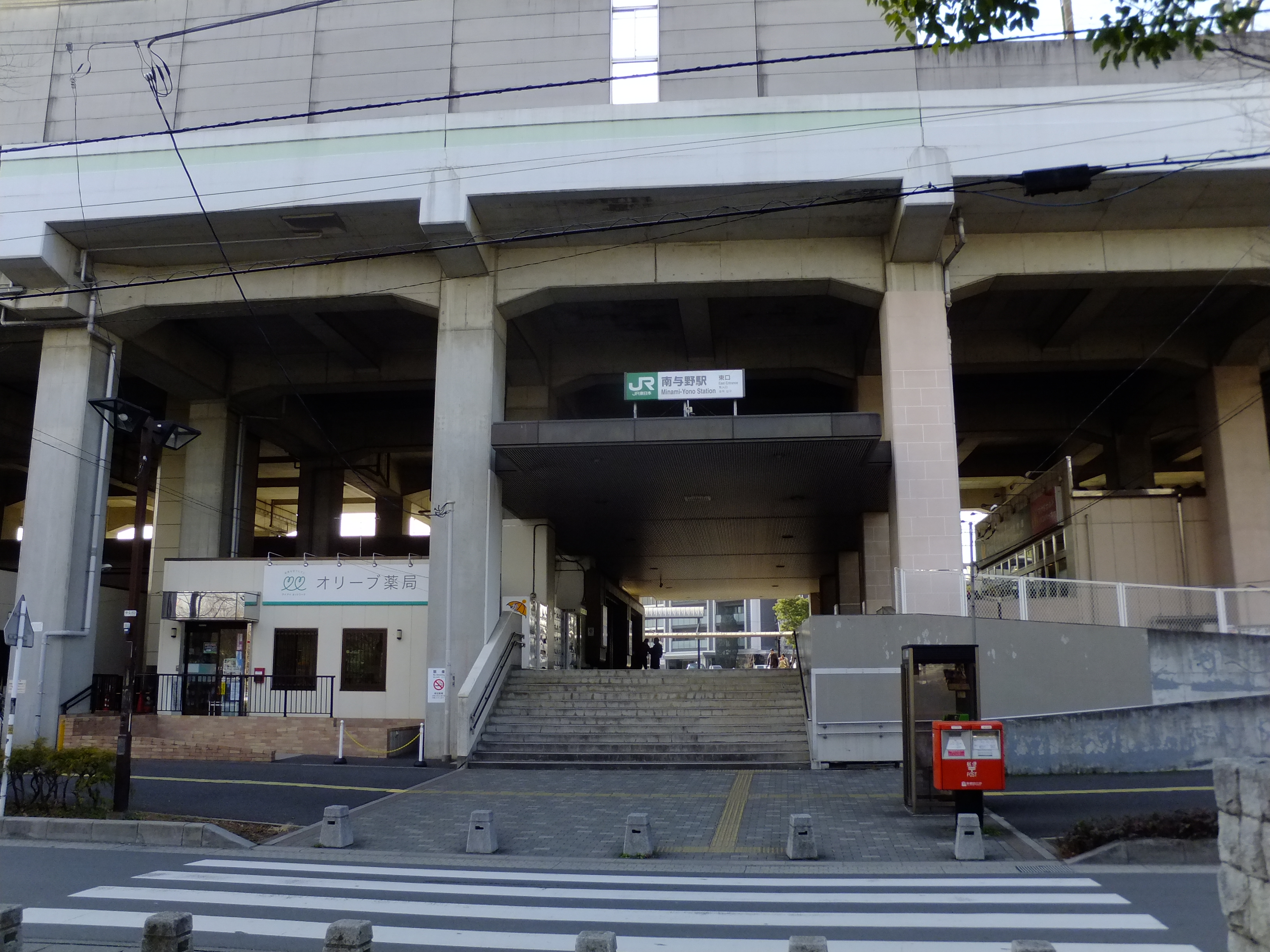
東口（2015年2月）

南与野駅（みなみよのえき）は、埼玉県さいたま市中央区鈴谷二丁目にある、東日本旅客鉄道（JR東日本）の駅である。駅番号はJA 23。
当駅に乗り入れている路線は、線路名称上は東北本線（支線）であるが、運転系統上は埼京線として案内される。

## 歴史
- 1985年（昭和60年）9月30日：開業[2]。
- 1987年（昭和62年）4月1日：国鉄分割民営化に伴い、東日本旅客鉄道（JR東日本）の駅となる[2]。
- 1993年（平成5年）8月4日：自動改札機を設置し、供用開始[3]。
- 2001年（平成13年）11月18日：ICカード「Suica」の利用が可能となる[広報 1]。
- 2007年（平成19年）10月31日：みどりの窓口の営業を終了。
- 2017年（平成29年）11月4日：ATACSの導入により、進入速度が65 km/hに向上した。
- 2019年（令和元年）11月30日：ダイヤ改正により、快速電車の停車駅となる[4]。

## 駅構造
島式ホーム1面2線を持つ高架駅である。外側2線が通過線となっており、平日の朝夕ラッシュ時に当駅で通勤快速の通過待ちを行う各駅停車が存在する。ただ、同様の構造を持つ戸田公園駅よりは少なく、特に夕方以降は上りの1本のみである。快速通過駅のころは快速も通過線を走行していた。
浦和西営業統括センター管理で、JR東日本ステーションサービスが業務を受託する業務委託駅である。ただし、お客さまサポートコールシステムが導入されており、早朝および一部の日中時間帯は遠隔対応のため改札係員は不在となる。また、指定席券売機と自動改札機が設置されている。なお、みどりの窓口は指定席券売機の設置に伴い、2007年（平成19年）10月31日をもって廃止された。
ATCのシステム上、当駅に停車する上り電車はホーム進入前に25 km/h以下に減速してから再加速し分岐器を通過するため、車内が大きく揺れたが、ATACSの導入で進入速度が65 km/hまで向上した。

### のりば
| 番線 | 路線   | 方向 | 行先                                     |
| ---- | ------ | ---- | ---------------------------------------- |
| 1    | 埼京線 | 南行 | 池袋・新宿・大崎・りんかい線・相鉄線方面 |
| 1    | 埼京線 | 上り | 池袋・新宿・大崎・りんかい線・相鉄線方面 |
| 2    | 埼京線 | 北行 | 大宮・川越方面                           |
| 2    | 埼京線 | 下り | 大宮・川越方面                           |

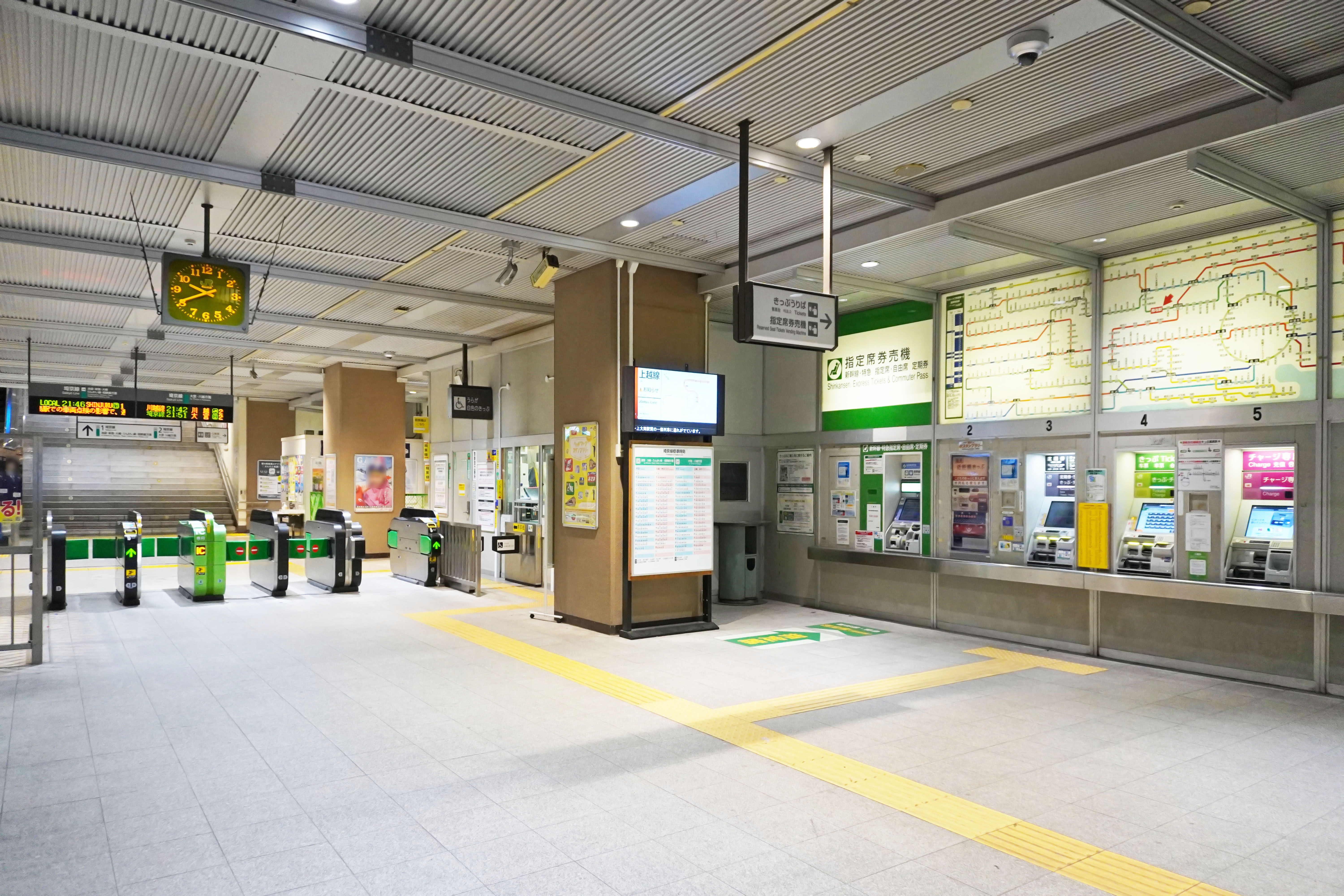
改札口（2023年1月）
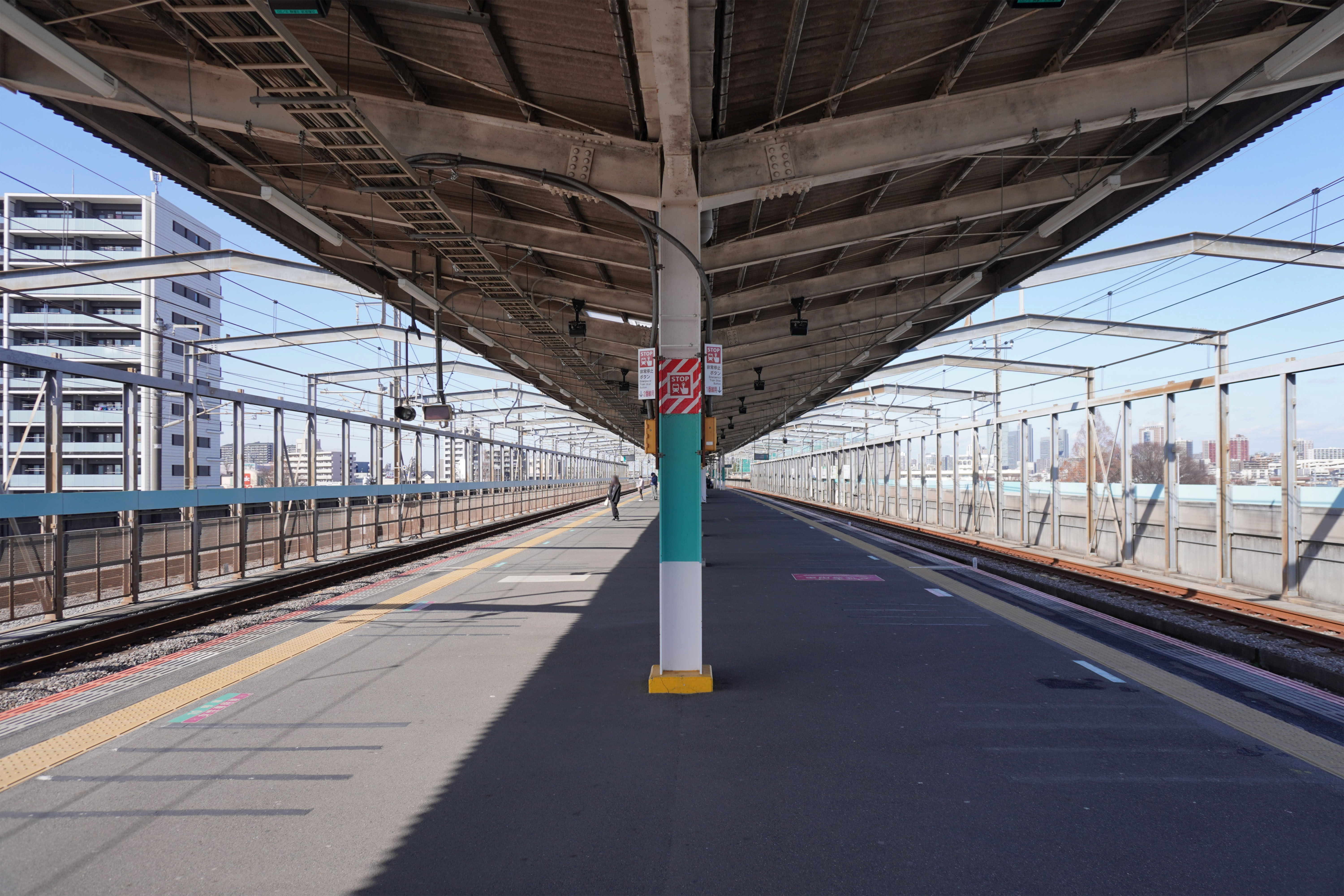
ホーム（2024年2月）

### ステーションカラー
1985年（昭和60年）9月30日開業の埼京線の各駅（北赤羽駅 - 北与野駅間）には、駅ごとに異なるステーションカラーが付けられている。現在も引き継がれている。当駅のカラーは常盤色（■）である。

## 利用状況
2023年度（令和5年度）の1日平均乗車人員は18,494人である。
JR東日本および埼玉県統計年鑑によると、開業以降の1日平均乗車人員の推移は以下の通り。
| 年度               | 1日平均 乗車人員 | 出典     |
| ------------------ | ---------------- | -------- |
| 1985年（昭和60年） | 3,910            |          |
| 1986年（昭和61年） | 6,552            |          |
| 1987年（昭和62年） | 7,685            |          |
| 1988年（昭和63年） | 8,964            |          |
| 1989年（平成元年） | 9,979            |          |
| 1990年（平成02年） | 11,051           |          |
| 1991年（平成03年） | 11,839           |          |
| 1992年（平成04年） | 12,504           |          |
| 1993年（平成05年） | 13,501           |          |
| 1994年（平成06年） | 13,884           |          |
| 1995年（平成07年） | 14,064           |          |
| 1996年（平成08年） | 14,677           |          |
| 1997年（平成09年） | 14,492           |          |
| 1998年（平成10年） | 14,526           |          |
| 1999年（平成11年） | 14,223           | [ * 1 ]  |
| 2000年（平成12年） | 14,297           | [ * 2 ]  |
| 2001年（平成13年） | 14,607           | [ * 3 ]  |
| 2002年（平成14年） | 14,790           | [ * 4 ]  |
| 2003年（平成15年） | 14,973           | [ * 5 ]  |
| 2004年（平成16年） | 14,950           | [ * 6 ]  |
| 2005年（平成17年） | 14,960           | [ * 7 ]  |
| 2006年（平成18年） | 15,050           | [ * 8 ]  |
| 2007年（平成19年） | 15,094           | [ * 9 ]  |
| 2008年（平成20年） | 15,230           | [ * 10 ] |
| 2009年（平成21年） | 15,434           | [ * 11 ] |
| 2010年（平成22年） | 15,565           | [ * 12 ] |
| 2011年（平成23年） | 15,612           | [ * 13 ] |
| 2012年（平成24年） | 15,901           | [ * 14 ] |
| 2013年（平成25年） | 16,348           | [ * 15 ] |
| 2014年（平成26年） | 16,349           | [ * 16 ] |
| 2015年（平成27年） | 17,046           | [ * 17 ] |
| 2016年（平成28年） | 17,662           | [ * 18 ] |
| 2017年（平成29年） | 18,089           | [ * 19 ] |
| 2018年（平成30年） | 18,758           | [ * 20 ] |
| 2019年（令和元年） | 18,917           | [ * 21 ] |
| 2020年（令和02年） | 13,795           | [ * 22 ] |
| 2021年（令和03年） | 15,568           |          |
| 2022年（令和04年） | 17,428           |          |
| 2023年（令和05年） | 18,494           |          |

備考
1. ↑  1985年9月30日開業。開業日から翌年3月31日までの183日間を集計したデータ。

## 駅周辺
埼玉大学の最寄駅である。かつては鉄道が建設されるまで、駅西側一面は農耕地であった。1990年代までには、小規模な工場や駐車場・休耕地に変わっていったが、与野本町駅や中浦和駅と異なり、駅前から住宅地が広がる地域ではなかった。駅周辺は東口側の線路に沿う市道を除いて、生活道路と鉄道建設時に敷かれた狭道ばかりで、大型車の駅前への乗り入れは困難であった。
そのため2003年（平成15年）からは、さいたま市により17 ヘクタールに上る「南与野駅西口土地区画整理事業」が着手され、坂道など高低差がある部分には盛り土によって地盤が底上げのうえ整地され、2007年（平成17年）に鈴谷西公園と連接させるかたちで駅西口に交通ロータリーの設置と、国道463号を結ぶ2車線道路の敷設が完了し、路線バスの駅前乗り入れが実現した。
再開発地区の区画では、マンションやアパート、商業施設の建設が行われている。かつては台地と低地のはざまにあるため水が溜まることもあったが、嵩上げによって水害は発生していない。東口の鈴谷東公園地下にも貯水槽が整備されている。
2000年（平成12年）に、駅前高架下にジェイアール東日本都市開発により富士ガーデンが入居する「南与野駅ビル」が、2006年（平成18年）には東口隣接の高架下に埼京線の駅としては初となる「南与野駅医療モール」が開業している。
公共施設
- さいたま市保健所
- 与野鈴谷郵便局
- 与野大戸郵便局

学校
- 埼玉大学（バス利用）
- さいたま市立与野南中学校
- さいたま市立鈴谷小学校
- さいたま市立中島小学校
- さいたま市立与野南小学校

商業施設
- コンコース内
  - キヨスク
- 鉄道敷地内
  - マルエツ 南与野店
  - NewDays南与野店
  - 南与野医療モール（内科・薬局など）
- 駅周辺
  - イオン北浦和店
  - しまむら 南与野店
  - ベルク さいたま南与野店
  - 西松屋 南与野埼大通り店
  - タイムズカーレンタル 南与野駅前店

道路
- 国道463号（埼大通り）
- 道場三室線（建設中）

## バス路線
バス停は、西口駅ロータリーと駅北側徒歩5分ほどの場所にある国道463号（埼大通り）上にある。
南与野駅西口
- 1番のりば
  - 西武バス・国際興業バス
    - 南与01：埼玉大学行き

  - 国際興業バス
    - 南与02：下大久保行き
    - 志03-3：志木駅東口行き
    - 北朝02：北朝霞駅行き

南与野駅北入口
- 1番のりば
  - 西武バス・国際興業バス
    - 北浦03：埼玉大学行き
- 2番のりば
  - 西武バス・国際興業バス
    - 北浦03：北浦和駅西口行き

## 隣の駅
東日本旅客鉄道（JR東日本）
 埼京線
■通勤快速
通過
■快速・■各駅停車
中浦和駅 (JA 22) - 南与野駅 (JA 23) - 与野本町駅 (JA 24)

### 記事本文